# Maticový okruh
Maticový okruh je pojem abstraktní algebry. Maticovým okruhem M(n,R) se rozumí množina tvořená čtvercovými maticemi řádu n s prvky z okruhu R, která spolu se standardními operacemi sčítání matic a násobení matic tvoří okruh.

## Vlastnosti
- Maticový okruh je komutativní pouze v případech, kdy buď n≤1 nebo R je triviální okruh.
- Centrum maticového okruhu je tvořeno pouze maticemi, které lze získat vynásobením jednotkové matice prvkem z centra R.